# Aeroportul Internațional Magnitogorsk
Aeroportul Internațional Magnitogorsk (IATA: MQF, ICAO: USCM) este un aeroport din Magnitogorsk, Celeabinsk, Rusia ce deservește zona Magnitogorsk. Aeroportul a fost tranzitat în 2018 de 193.175 de pasageri. A fost deschis în 1930 și numit după zona deservită.
Situat la o altitudine de 436 m, aeroportul dispune de 1 pistă.

## Infrastructură

### Piste
Aeroportul dispune de o singură pistă. Pista are orientarea 01/19. 